# Волошин Олександр Стальйович
Олександр Стальйович Волошин (рос. Александр Стальевич Волошин; нар. 3 березня 1956, Москва) — російський політичний і державний діяч. Керівник адміністрації президента Росії з 19 березня 1999 по 30 жовтня 2003 року. Координатор Експертної ради при Уряді РФ з 10 грудня 2019.

## Біографія
У 1978 р. закінчив Московський інститут інженерів транспорту за спеціальністю «інженер-електромеханік», у 1986 р. — Всесоюзну академію зовнішньої торгівлі за спеціальністю «економіст зовнішньої торгівлі».
З 1996 р. — президент АТ «Федеральна фондова корпорація».
1997—1998 рр. — помічник керівника Адміністрації президента РФ Валентина Юмашева.
1998—1999 рр. — заступник керівника Адміністрації президента РФ.
Дійсний державний радник Російської Федерації 1 класу (1998).
Голова ради директорів АТ Перша вантажна компанія (ПВК). Член ради директорів Яндекс.